# Liste von Mehrteilern
Diese Liste von Mehrteilern bietet eine Auswahl von Werkzyklen aus den Bereichen Literatur, Musik, Film und Fernsehen, gegliedert nach der Anzahl der Teile.

## Liste

### Zweiteiler
Ein Zweiteiler (veraltet auch Dilogie, von altgriechisch dilogía – di- „zwei“, „doppelt“, und lógos „Wort“; im Duden nicht mehr geführt) ist eine Folge von zwei zusammengehörenden künstlerischen Werken (Dramen, Kompositionen, Buchbänden, Filmen o. ä.).
Bedeutende Beispiele existieren im Bereich der Romanliteratur etwa bei Goethe (Wilhelm Meisters Lehrjahre, Wilhelm Meisters Wanderjahre) und Anna Seghers (Die Entscheidung, 1959; Das Vertrauen 1969). Ein Beispiel für einen von vornherein auf zwei Teile angelegten Film ist Kill Bill von Quentin Tarantino.

### Dreiteiler (Trilogie)
Eine Trilogie ist ein inhaltlich zusammengehörendes literarisches, musikalisches oder filmisches Werk, welches aus drei Teilen besteht. Die Einzelwerke einer Trilogie haben zwar einen gemeinsamen Rahmen, sind jedoch gleichzeitig selbständig und in sich abgeschlossen.
Der Name kommt vom griechischen τριλογία (trilogía, von τρεῖς treîs „drei“ und λόγος lógos „Wort“) und bezeichnete die drei Tragödien, die bei dramatischen Wettkämpfen von einem Tragödiendichter hintereinander dargeboten wurden; mit dem nachfolgenden Satyrspiel ergab sich dann eine Tetralogie aus insgesamt vier (τέτταρες téttares „vier“) Stücken.
Auch einige bekannte Autobiografien wurden als Trilogie angelegt, z. B. die von Elias Canetti (Die gerettete Zunge, Die Fackel im Ohr, Das Augenspiel) und die von Maxim Gorki (Meine Kindheit, Unter fremden Menschen, Meine Universitäten).
Beispiele für Werke, die als Trilogie gelten:
- Orestie (Aischylos), die einzige erhaltene Trilogie aus der griechischen Tragödie
- New-York-Trilogie (Paul Auster)
- Danziger Trilogie (Günter Grass) –

Alle Werke spielen in der Zeit während, kurz vor und kurz nach dem Zweiten Weltkrieg in der Stadt Danzig und befassen sich mit den nationalsozialistischen Verstrickungen der Protagonisten. Obwohl verschiedene Figuren in den Büchern wiederholt auftauchen, stellen sie keine Fortsetzungsromane dar.
- Wallenstein (Friedrich Schiller)[3]
- Der Herr der Ringe von J. R. R. Tolkien.[4] – Tolkien selbst nannte das Buch keine Trilogie, sondern ein Einzelwerk.[5]
- Drei-Farben-Trilogie (Krzysztof Kieślowski) –

In den drei Filmen werden die drei Farben der französischen Nationalflagge (Trikolore) – Blau, Weiß, Rot – als Filmtitel und die drei Bestandteile des französischen Wahlspruchs Freiheit, Gleichheit, Brüderlichkeit als Leitmotiv des jeweiligen Films verwendet.

### Vierteiler (Tetralogie)
Eine Tetralogie (von griechisch tetralogía: tetra „vier“ und logos „Wort“) ist eine Folge von vier zusammengehörenden künstlerischen Werken (insbesondere Dramen, Kompositionen und belletristische Prosa).
Im antiken Athen bildeten drei Tragödien, gefolgt von einem erheiternden Satyrspiel, eine Tetralogie. Die Werke des Philosophen Platon wurden in neun Tetralogien eingeteilt, siehe Tetralogie (Platon). In der Rhetorik bezeichnete man als Tetralogie eine Zusammenstellung von vier Reden, die denselben Fall aus unterschiedlichen Perspektiven behandeln.
Richard Wagners Musikdrama Der Ring des Nibelungen (in drei Tagen und einem Vorspiel) wird ebenfalls als Tetralogie bezeichnet, genauso wie Thomas Manns vier Josephs-Romane, Lawrence Durrells Alexandria-Quartett, Yukio Mishimas Romanzyklus Das Meer der Fruchtbarkeit oder Elena Ferrantes Romanzyklus Neapolitanische Saga.

### Fünfteiler (Pentalogie)
Eine Pentalogie von griechisch pentalogía (penta „fünf“ und logos „Wort“) ist eine Folge von fünf zusammengehörenden künstlerischen Werken.
- Per Anhalter durch die Galaxis (Douglas Adams), die „vierteilige Trilogie in fünf Bänden“

1. Per Anhalter durch die Galaxis, 1979
2. Das Restaurant am Ende des Universums
3. Das Leben, das Universum und der ganze Rest
4. Macht’s gut, und danke für den Fisch
5. Einmal Rupert und zurück

- Rabbit-Pentalogie (John Updike)

1. Hasenherz (engl.: Rabbit, Run; 1960)
2. Unter dem Astronautenmond (engl.: Rabbit Redux; 1971)
3. Bessere Verhältnisse (engl.: Rabbit is Rich; 1981)
4. Rabbit in Ruhe (engl.: Rabbit at Rest; 1990)
5. Rabbit, eine Rückkehr (engl.: Rabbit Remembered; 2002)

- Lederstrumpf (James Fenimore Cooper)

1. Die Ansiedler (engl.: The Pioneers – Or The Sources of the Susquehanna; 1823)
2. Der letzte Mohikaner (engl.: The Last of the Mohicans; 1826)
3. Die Prärie (engl.: The Prairie; 1827)
4. Der Pfadfinder oder das Inlandmeer (engl.: The Pathfinder – Or The Inland Sea; 1840)
5. Der Wildtöter (engl.: The Deerslayer – Or The First War Path; 1841)

- 1960: Am grünen Strand der Spree (Fernsehfilm von Fritz Umgelter, nach dem gleichnamigen Roman von Hans Scholz)

1. Das Tagebuch des Jürgen Wilms
2. Der General
3. Preußisches Märchen
4. Bastien und Bastienne 1953
5. Capriccio Italien

### Sechsteiler (Hexalogie)
Eine Hexalogie von griechisch hexalogía (hexa „sechs“ und logos „Wort“) ist eine Folge von sechs zusammengehörenden künstlerischen Werken. Der Begriff ist in Film- und Literaturkritik sowie in den Geisteswissenschaften nicht weit verbreitet, der amerikanische Literaturwissenschaftler John H. Timmerman bezeichnet ihn gar als „linguistisches Verbrechen“.
Beispiele:
- Der Romanzyklus Den lange Rejse (dt.: Die lange Reise) des dänischen Schriftstellers Johannes Vilhelm Jensen[7]
- Der Romanzyklus Aus dem bürgerlichen Heldenleben von Carl Sternheim[8]
- Der Romanzyklus Min Kamp von Karl Ove Knausgård[9]

### Siebenteiler (Heptalogie)
Eine Heptalogie von griechisch heptalogía (hepta „sieben“ und logos „Wort“) ist eine Folge von sieben zusammengehörenden künstlerischen Werken.
Bekannte Heptalogien:
- Die Chroniken von Narnia von Clive Staples Lewis:[10]

1. Das Wunder von Narnia (Originaltitel: The Magician’s Nephew)
2. Der König von Narnia (Originaltitel: The Lion, the Witch and the Wardrobe)
3. Der Ritt nach Narnia (Originaltitel: The Horse and His Boy)
4. Prinz Kaspian von Narnia (Originaltitel: Prince Caspian)
5. Die Reise auf der Morgenröte (Originaltitel: The Voyage of the Dawn Treader)
6. Der silberne Sessel (Originaltitel: The Silver Chair)
7. Der letzte Kampf (Originaltitel: The Last Battle)

- Die Harry-Potter-Heptalogie von Joanne K. Rowling:[11]

1. Harry Potter und der Stein der Weisen (Originaltitel: Harry Potter and the Philosopher’s Stone)
2. Harry Potter und die Kammer des Schreckens (Originaltitel: Harry Potter and the Chamber of Secrets)
3. Harry Potter und der Gefangene von Askaban (Originaltitel: Harry Potter and the Prisoner of Azkaban)
4. Harry Potter und der Feuerkelch (Originaltitel: Harry Potter and the Goblet of Fire)
5. Harry Potter und der Orden des Phönix (Originaltitel: Harry Potter and the Order of the Phoenix)
6. Harry Potter und der Halbblutprinz (Originaltitel: Harry Potter and the Half-Blood Prince)
7. Harry Potter und die Heiligtümer des Todes (Originaltitel: Harry Potter and the Deathly Hallows)

- Die Heptalogie (2019–2021) des norwegischen Literaturnobelpreisträgers Jon Fosse

- Der Opernzyklus Licht von Karlheinz Stockhausen:[12]

1. Montag aus Licht
2. Dienstag aus Licht
3. Mittwoch aus Licht
4. Donnerstag aus Licht
5. Freitag aus Licht
6. Samstag aus Licht
7. Sonntag aus Licht

- Auf der Suche nach der verlorenen Zeit von Marcel Proust:[13]

1. Unterwegs zu Swann (Originaltitel: Du côté de chez Swann)
2. Im Schatten junger Mädchenblüte (Originaltitel: A l’ombre des jeunes filles en fleurs)
3. Guermantes (Originaltitel: Le côté de Guermantes)
4. Sodom und Gomorrha (Originaltitel: Sodome et Gomorrhe)
5. Die Gefangene (Originaltitel: La Prisonnière)
6. Die Flüchtige (Originaltitel: La Fugitive)
7. Die wiedergefundene Zeit (Originaltitel: Le temps retrouvé)

- Heptalogie des Hieronymus Bosch (Heptalogia de Hieronymus Bosch) von Rafael Spregelburd:

1. Die Appetitlosigkeit (Originaltitel: La inapetencia)
2. Die Überspanntheit (Originaltitel: La extravagancia)
3. Die Bescheidenheit (Originaltitel: La modestia)
4. Die Dummheit (Originaltitel: La estupidez)
5. Die Panik (Originaltitel: El pánico)
6. Die Paranoia (Originaltitel: La paranoia)
7. Die Sturheit (Originaltitel: La terquedad)

### Achtteiler (Oktologie)
Eine Oktologie, auch Oktalogie, von griechisch oktalogía (okto „acht“ und logos „Wort“) ist eine Folge von acht künstlerischen Werken, die entweder von vornherein als Zyklus angelegt waren oder nachträglich zu einem Zyklus zusammengestellt wurden. Die Wortbildung ist analog den weitaus häufigeren Begriffen Trilogie und Tetralogie.
Als Oktologie („octology“) wurde unter anderem der ursprünglich auf acht Dramen angelegte Zyklus von Eugene O’Neill über die Geschichte Amerikas bezeichnet, der die Form einer Familiengeschichte annehmen sollte. Eine Gruppe von acht historischen Dramen Shakespeares bezeichnete Prabodh Chandra Ghosh als dessen „große Oktologie“ („the great octology“).

### Neunteiler (Ennealogie)
Eine Ennealogie von griechisch ennealogía (ennea „neun“ und logos „Wort“) ist eine Folge von neun zusammengehörenden künstlerischen Werken.
Bekannte Ennealogien:
- Die Star-Wars-Filmreihe umfasst seit Fertigstellung des 9. Films neun Episoden, gegliedert in drei Trilogien.
- Die 9 Wunderkammeropern[16] des Sirene Operntheaters nach dem Roman Nachts unter der steinernen Brücke von Leo Perutz

### Zehnteiler (Dekalogie)
Eine Dekalogie von griechisch dekalogía (deka „zehn“ und logos „Wort“) ist eine Folge von zehn zusammengehörenden künstlerischen Werken.
Bekannte Dekalogien:
- Die Dekalog-Serie von zehn Filmen des Regisseurs Krzysztof Kieślowski, thematisch angelehnt an die biblischen zehn Gebote
- der Roman über ein Verbrechen von Maj Sjöwall und Per Wahlöö, eine Serie von zehn Kriminalromanen
- die Miniserie Band of Brothers – Wir waren wie Brüder
- die Romanreihe Jean-Christophe von Romain Rolland über den fiktiven Komponisten Johann Christoph Krafft
- Die Fast & Furious Dekalogie

### Elfteiler (Undekalogie)
Beispiele:
- Cecil Scott Forester: Horatio Hornblower
- Jin Yong: Die Legende der Adlerkrieger

### Zwölfteiler (Dodekalogie)
Mehrteiler in zwölf Teilen werden Dodekalogie (griechisch dodeka für „zwölf“ und logos „Wort“) genannt.
Beispiele:
- Dodekalogie der 12 Schicksalsschwestern im Märchen[17]
- Anthony Powell: Ein Tanz zur Musik der Zeit

### Größere Zyklen
Im Bereich der Romanliteratur werden Mehrteiler, unabhängig von der Zahl der Teile, traditionell als „Romanzyklen“ bezeichnet.
Beispiele:
- Die menschliche Komödie (1829–1848) von Honoré de Balzac
- Die Rougon-Macquart (1870–1893) von Émile Zola
- Sandman von Neil Gaiman (75 bzw. 10 Teile)
- Chronik der Vampire von Anne Rice über den Vampir Lestat de Lioncourt (13 Teile)